# 大肃托
大肃托是指1952年底—1953年初中国大陆逮捕众多托派分子的举措。
中华人民共和国成立后，苏联最高领导人约瑟夫·斯大林对中国共产党领袖毛泽东不放心，担心毛泽东是“中国的铁托”，是“人造黄油”，而不是“真正的马克思主义者”。毛泽东不但宣布“一边倒”，而且于1952年12月22日发动“大肃托”，以此寻求斯大林的认可和支持。
1952年12月22日—1953年1月8日，全中国大陆統一行動逮捕托派，将其「一网打尽」，所有托派成員，久已退出托派的人、同情者、青年團員，以及在1950年回大陆的人，全部被捕，共计500多人（一说1000多人）。一部分年轻的團員及同情者经教育后釋放，被判刑的分别处三年、五年、十年、十五年、二十年有期徒刑和无期徒刑。黄鉴铜、郑超麟、尹宽和喻守一等四个著名托派分子因“罪恶太大，实在无法量刑”而没有作出法院裁决，一直被关押在监狱，成了实际上的无期徒刑。但毛泽东也指示“一个不杀”。
1956年，一些托派由于获得減刑，得以出狱。
1972年，毛泽东指示释放所有在押的托派。但那时全国正处于混乱之中，毛泽东的“最高指示”并没有得到立即执行。1975年，中共中央提议释放全部在押的国民党罪犯，这些反国民党的托派才搭上车，一起获得释放。郑超麟等少数知名托派在获释后被安排进入政协或文史馆工作，其他多数获释托派在政治上、生活上依然困难重重。
2023年，上海市浦东新区“特释托派人员”每月的救助标准为人民币5790元。